# Margaret Stafford
Titre
Baronne Neville de Raby
17 octobre 1388 – 9 juin 1396
(7 ans, 7 mois et 23 jours)
Margaret Stafford (vers 1364 – 9 juin 1396) est une femme de la noblesse anglaise.

## Biographie
Née vers 1364, Margaret Stafford est la fille aînée d'Hugh Stafford, 2e comte de Stafford, et de son épouse Philippa de Beauchamp. Vers 1382, elle épouse Ralph Neville, le fils aîné et héritier de John Neville, 3e baron Neville de Raby. Elle lui donne huit enfants pendant leurs quatorze ans de mariage et devient baronne à la mort de son beau-père le 17 octobre 1388.
Margaret Stafford meurt le 9 juin 1396 et est inhumée à Brancepeth. Son époux se remarie peu après avec Jeanne Beaufort, la fille légitimée de Jean de Gand, 1er duc de Lancastre. Dans son testament, daté du 18 octobre 1424, Ralph Neville favorise ouvertement la descendance issue de son second mariage, précipitant après sa mort la querelle Neville-Neville.

## Descendance
De son mariage avec Ralph Neville, Margaret Stafford a huit enfants :
- Maud Neville (morte en octobre 1438), épouse Peter Mauley, 5e baron Mauley ;
- Alice Neville (vers 1384 – après août 1453), épouse Thomas Grey, puis Gilbert Lancaster ;
- Philippa Neville (vers 1386 – après juillet 1453), épouse Thomas Dacre, 6e baron Dacre ;
- John Neville (vers 1387 – mai 1420), épouse Élisabeth Holland ;
- Elizabeth Neville ;
- Anne Neville (morte après mars 1421), épouse Gilbert Umfraville ;
- Ralph Neville (vers 1392 – 25 février 1458), épouse Mary Ferrers ;
- Margaret Neville (morte en 1463), épouse Richard Scrope, 3e baron Scrope de Bolton.